# León Gautier
Émile Théodore Léon Gautier (8. srpna 1832, Le Havre – 25. srpna 1897, Paříž) byl francouzský filolog, historik, paleograf, profesor a překladatel z latiny.

## Život
Narodil se v rodině učitele jazyků. O matku přišel ve třech letech. Od roku 1845 do roku 1851 studoval na Lycée de Laval a pak v letech 1852–1855 na École des Chartes. Po ukončení studia se stal správcem archivu departmentu Haute-Marne a pak Císařského archivu v Paříži (tak se jmenoval francouzský Národní archiv za francouzského císařství). Roku 1871 se stal profesorem paleografie na École des Chartes, v roce 1887 byl zvolen členem Académie des inscriptions et belles-lettres (Akademie písemností a krásné literatury) a roku 1893 se stal vedoucím historické sekce Národního archivu.
Věnoval se studiu starofrancouzské literatury. Roku 1872 vydal kritické vydání Písně o Rolandovi, tři klasické cykly chansons de geste (královský, Viléma Oranžského a Doona Mohučského) doplnil o cyklus křížových výprav a o tzv. regionální cykly (lotrinský, blaiveský a severofrancouzský), a vydal bibliografii chansons de geste.

## Dílo
- Œuvres poétiques d'Adam de Saint-Victor (1858–1859),
- Les Épopées françaises (1866–1867), tři díly, druhé vydání z let 1878–1897 je pětidílné,
- Portraits contemporains et questions actuelles (1873),
- La Chevalerie (1884),
- Histoire de la poésie liturgique au Moyen Âge: les tropes (1886),
- Portraits du XIXe siècle. Poètes et romanciers (1894–1895),
- Portraits du XIXe siècle. Historiens et critiques (1894–1895),
- Portraits du XIXe siècle. Nos adversaires et nos amis (1894–1895),
- Bibliographie des chansons de geste (1897), dodatek k druhému vydání Les Épopées françaises.